# Referendum sindacale
Il referendum sindacale è uno strumento di democrazia diretta previsto dall'art. 21 della Legge 300 del 20 maggio 1970 (Statuto dei lavoratori) utilizzato in Italia dai sindacati nelle imprese per far emergere su determinate tematiche, l'opinione dei lavoratori dipendenti, iscritti o meno al sindacato.

## Modalità di svolgimento
La convocazione del referendum sindacale può essere disposta dalle Rappresentanze Sindacali Aziendali o dalle Rappresentanze Sindacali Unitarie e deve riguardare materie inerenti l'ambito sindacale e lavorativo.
La consultazione referendaria è aperta a tutti i lavoratori appartenenti all'unità produttiva e alla categoria interessata, indipendentemente dalla loro iscrizione o meno al sindacato.
Il referendum deve tenersi nel luogo di lavoro, ma fuori dall'orario lavorativo (salvo diverse previsioni contrattuali previste dai CCNL) ed è a carico del datore di lavoro l'obbligo alla cooperazione al fine di favorire il regolare svolgimento della consultazione, come ad esempio nel mettere a disposizione dei lavoratori locali aziendali correttamente utilizzabili, dove poter svolgere le operazioni di voto.
Qualora, in mancanza di collaborazione del datore di lavoro, vi sarà la possibilità di proporre un'azione ai sensi dell'art. 28 della Legge 300/70 - Condotta antisindacale.

## Orientamento giuridico
Secondo un orientamento giurisprudenziale, che fa leva sull'art. 1 dello statuto dei lavoratori, il referendum può avere per oggetto qualsiasi materia.
Possono votare tutti i lavoratori dipendenti dell'impresa e non ha alcuna rilevanza l'adesione del votante a un sindacato..

## I referendum sindacali in Italia

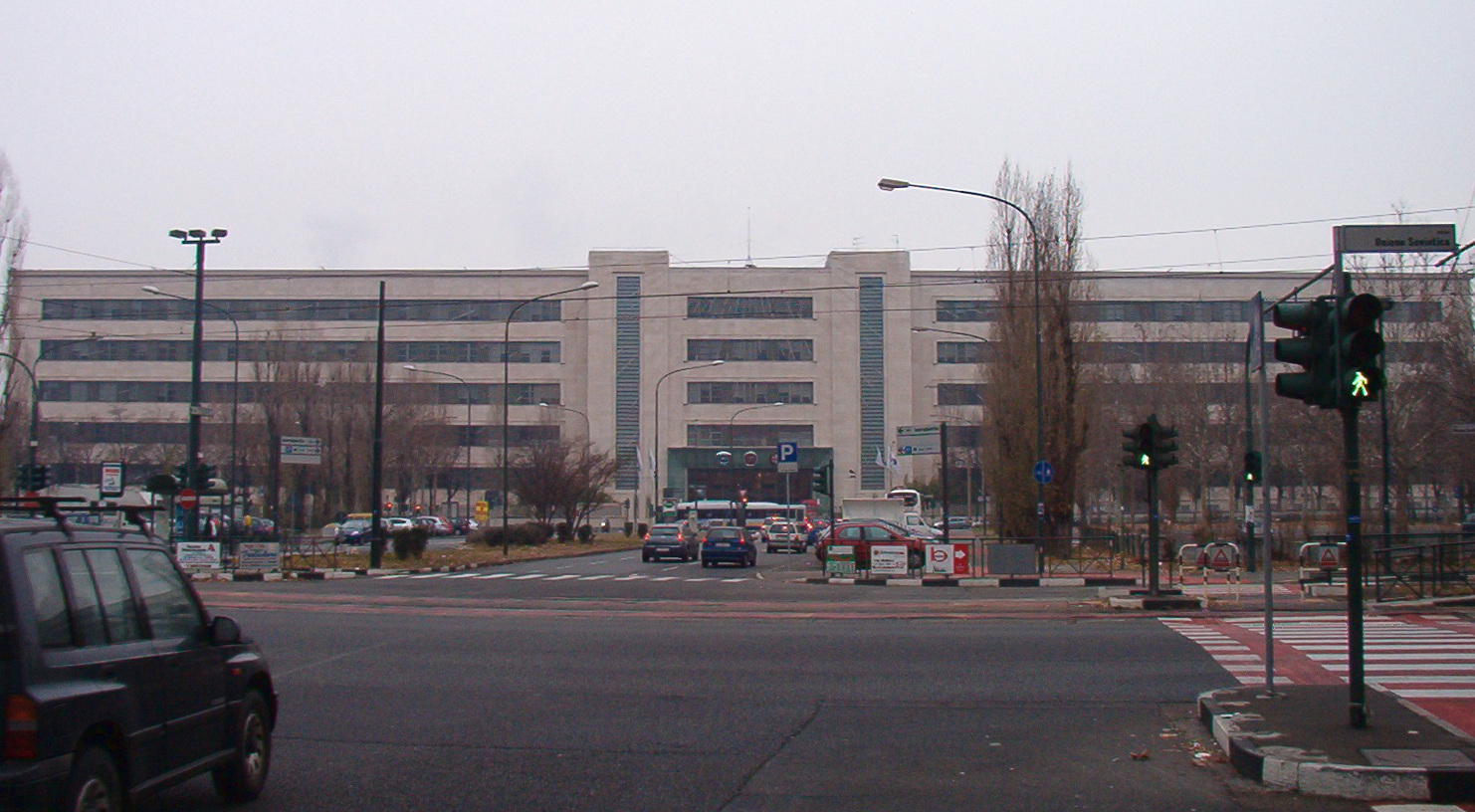
Lo stabilimento Fiat Mirafiori nel 2007

Un esempio è stato il referendum del 14 gennaio 2011 nello stabilimento FIAT di Mirafiori rispetto l'accordo sindacale firmato da CISL e UIL che vedeva contraria la sola FIOM CGIL, richiedente della consultazione che ha visto il parere favorevole del 54,05% dei votanti.